# قراجة (كفر الشيخ)
قرية قراجة هي إحدى القرى التابعة لمركز كفر الشيخ في محافظة كفر الشيخ في جمهورية مصر العربية. حسب إحصاءات سنة 2006، بلغ إجمالي السكان في قراجة 4684 نسمة، منهم 2461 رجل و2223 امرأة.